# Sang-Værk til den Danske Kirke
Sang-Værk til den Danske Kirke er en samling af salmer skrevet af N.F.S. Grundtvig, som udkom 1836-1837. Værket er udgivet i København på den Wahlske Boghandels Forlag. Det betegnes som gennembruddet for Grundtvigs salmedigtning.

## Tilblivelse
Grundtvig havde siden 1810/1811 haft ambitioner om at lave en større salmesamling (denne ambition er udtrykt i det offentlige følgebrev, "Hr. Sandsiger", til hans første offentliggjorte salme, "De hellige tre Konger" ("Dejlig er den Himmel blaa"), og det er den ambition, han indløser med Sang-Værk til den Danske Kirke (1836-1837). Værket blev muliggjort, da hans gode ven og beundrer Gunni Busck stillede midler til rådighed, så Grundtvig kunne koncentere sig alene om salmedigtningen. Værket efterfølges af Sang-Værk til Den Danske Kirke-Skole (1839-1870). Fra og med udgivelsen af sangværket spiller salmedigtningen hovedrollen i Grundtvigs lyriske forfatterskab.

## Titel
Værket er opkaldt efter det klokkespil ("Sangværket"), der sad i Vor Frue Kirkes tårn, indtil det blev ramt og skudt ned under Københavns bombardement. "Grundvigs salmedigtning skal være en erstatning for denne tabte musik."

## Indhold
Efter samlingens "For-Spil", der er et længere uddrag (59 strofer) af Nyaars-Morgen, rummer Sang-Værk til den Dansk Kirke 401 salmer. Samlingens første del består er en række salmer til generelt brug i kirkeåret. Anden del rummer en salmer fordelt over de store kristne højtid med hovedvægten lagt på salmer til jul, påske og pinse. Salmerne i anden del er dels gendigtninger fra en række historiske menigheder, dels originale salmer fra Grundtvigs egen hånd. Gendigtningerne følger et fast kronologisk mønster svarende til Grundtvigs forestilling om de syv hovedmenigheder (se fx Christenhedens Syvstjerne). Det betyder at gendigtningerne i hvert hovedafsnit kommer i følgende rækkefølge: hebræisk, græsk, latinsk, angelsakisk, tysk, dansk. Den syvende menighed kan ikke repræsenteres, da den endnu er fremtidig.
Sang-Værk til den Danske Kirke rummer en række af Grundtvigs betydeligste salmer, herunder "Hil dig, Frelser og Forsoner", "I Kveld blev der Banked paa Helvedes Port" og "Reis op tid Hoved, al Christenhed".

## Betydning
Sang-Værk til den Danske Kirke er Grundtvigs betydeligste enkelsamling af salmer. Den er blevet kaldt "en mageløs religiøs digtbog" Sammen med Thomas Kingos Vinterparten (1869) og H.A. Brorsons Troens rare klenodie (1739) er Sang-Værk til den Danske Kirke de vigtigste salmesamlinger i dansk litteratur.[kilde mangler]

### Førsteudgave
Grundtvig, N.F.S. (1836-1837), Sang-Værk til den Danske Kirke, København, Wahlske Boghandels Forlag.

### Senere udgaver
Grundtvig, N.F.S. Sang-Værk til den Danske Kirke (1836-1837). I Stevns, M. (m.fl., udg). Grundtvigs Sang-Værk Arkiveret 11. august 2020 hos  Wayback Machine 1. København: Det danske Forlag. 1944.

### Sekundærlitteratur
- Albeck, G. (1965). Dansk litteraturhistorie 2. København: Politikens Forlag. 159-164.
- Auken, S. (1999). "Sangværket som udviklingsroman. Om Randi Habersaat Rodes bog Barneglad og engleklog (1996)". Grundtvig-Studier. 195-207.
- Auken, S. & Damsgaard, J. (2016). "Grundtvigs Brorson". I Grundtvig-Studier. 47-78.
- Bugge, K. E. (2016). "The Genesis of a Poem". I Grundtvig-Studier. 109-138.
- Lundgreen-Nielsen, F. (UÅ). Grundtvig Arkiveret 20. marts 2020 hos  Wayback Machine. Forfatterportræt på Arkiv for dansk litteratur.
- Pedersen, J. (1991)."Den dybe sammenhæng. Om Grundtvigs salme "Hil dig, frelser og forsoner" som gengivelse af den cisterciensiske "Salve, mundi salutare" set på baggrund af hans forhold til den middelalderlige hymnedigtning". I Fra Augustin til Johannes V. Jensen. København: Museum Tusculanums Forlag. 165-203.
- Rode, R.H. (1996) Barneglad og engleklog: Grundtvigs selvforståelse i Sang-værk til den danske Kirke. København: C.A. Reitzel.
- Solten, T. B. (2014). Troens øjeblik. Et tematisk, hermeneutisk og genreorienteret studie i N.F.S. Grundtvigs salmer. Phd. Københavns Universitet.
- Stevns, M. (1949). "Grundtvig og Kingos salmer". Grundtvig-Studier, 16-34.